# Молочай скальный
Молоча́й ска́льный, или Молоча́й ска́ловый (лат. Euphorbia rupestris) — травянистое многолетнее растение рода Молочай (Euphorbia) семейства Молочайные (Euphorbiaceae).

## Ботаническое описание
Растение 7-20 см высотой, голое. Корневище, вертикальное или косо нисходящее, 20—30 см длиной и 1—1,5 см толщиной, мясистое, нередко ветвистое, с буровато-серой корой.
Стебли прямостоячие, обыкновенно красноватые, цветущие в числе 1—3, а также и отдельные нецветущие.
Листья цветущих стеблей не всегда очерёдные, отчасти супротивные или мутовчатые, обыкновенно скученные в нижней части стебля, коротко черешчатые (с широким черешком), из клиновидного основания, обратнояйцевидные или продолговато-обратнояйцевидные, 2–5 см длиной, 1–2,5 см шириной, тупые, самые нижние иногда выемчатые, цельнокрайные; на нецветущих побегах листья довольно многочисленные, равномерно очерёдные.
Верхушечные цветоносы в числе 3—5, почти одинаковой с нижележащим стеблем длины, на конце дву- и реже трёхраздельные. Листочки обёртки из коротко-клиновидного основания, обратнояйцевидные или ромбически-яйцевидные, 1,5—3,5 см длиной и 1—1,5 см шириной, тупые; листочки обёрточек сидячие, яйцевидно-ромбические или широко-треугольные, заострённые, обыкновенно по два, только нижние изредка по три; бокальчик широко-колокольчатый. Нектарники почковидные, чёрно-пурпуровые. Регмы 5,5–6 мм длиной, около 5 мм диаметром, широкоэллипсоидные или почти яйцевидные, голые, молодые гладкие, зрелые с сетью тонких жилок. Столбики 2,1–2,5 мм длиной, внизу на 2/5 длины сросшиеся, наверху на 1/10-1/8 длины надрезанные. Рыльца верхушечно-боковые, не утолщённые, мелкие, тёмные. Цветёт в мае.
Трёхорешник усечённо-яйцевидный, около 6 мм длиной, заметно трёхбороздчатый, гладкий. Семена 4–5 мм длиной, около 2 мм диаметром, яйцевидные, с крупной карункулой, гладкие.

## Распространение
Эндемик республики Алтай.
Растёт в долинах горных рек, по скалам и открытым склонам. Встречается у сёл Хабаровка, Малый Яломан, Кадрин, по долинам рек Чуи у Белого Бома и Чаган-Узуна.
Включён в Красную книгу республики Алтай.

## Таксономия
|  |                                      |  |                                                             |                                                             |                      |  | ещё 36 семейств (согласно Системе APG II), в том числе Маковые | ещё 36 семейств (согласно Системе APG II), в том числе Маковые |                         |  |  |  | ещё ≈2000 видов |
|  |                                      |  |                                                             |                                                             |                      |  | ещё 36 семейств (согласно Системе APG II), в том числе Маковые | ещё 36 семейств (согласно Системе APG II), в том числе Маковые |                         |  |  |  | ещё ≈2000 видов |
|  |                                      |  |                                                             | порядок Мальпигиецветные                                    |                      |  |                                                                |                                                                | род Молочай (Euphorbia) |  |  |  |                 |
|  |                                      |  |                                                             | порядок Мальпигиецветные                                    |                      |  |                                                                |                                                                | род Молочай (Euphorbia) |  |  |  |                 |
|  | отдел Цветковые, или Покрытосеменные |  |                                                             |                                                             | семейство Молочайные |  |                                                                |                                                                | вид Молочай скальный    |  |  |  |                 |
|  | отдел Цветковые, или Покрытосеменные |  |                                                             |                                                             | семейство Молочайные |  |                                                                |                                                                |                         |  |  |  |                 |
|  |                                      |  | ещё 44 порядка цветковых растений (согласно Системе APG II) | ещё 44 порядка цветковых растений (согласно Системе APG II) |                      |  |                                                                | ещё >300 родов                                                 | ещё >300 родов          |  |  |  |                 |
|  |                                      |  |                                                             | ещё 44 порядка цветковых растений (согласно Системе APG II) |                      |  |                                                                |                                                                | ещё >300 родов          |  |  |  |                 |